# Ácido fosfônico

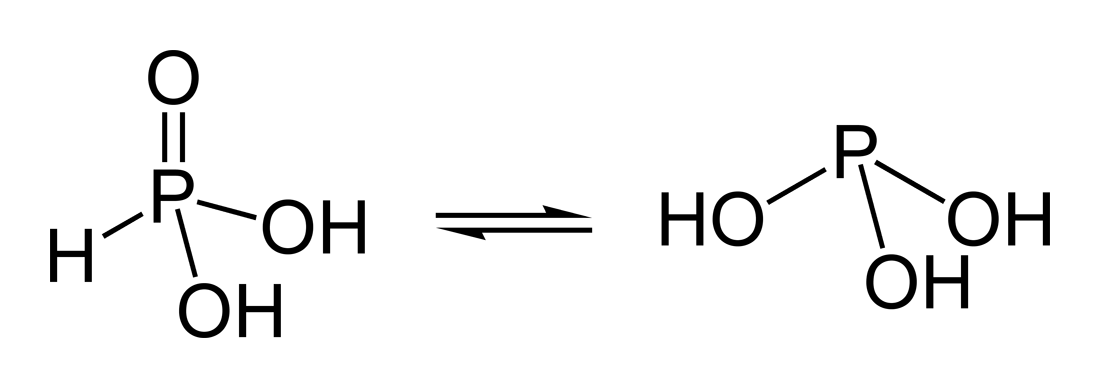
Tautômeros de H_{3}PO_{3}:
ácido fosfônico (direita)
ácido fosforoso (esquerda)

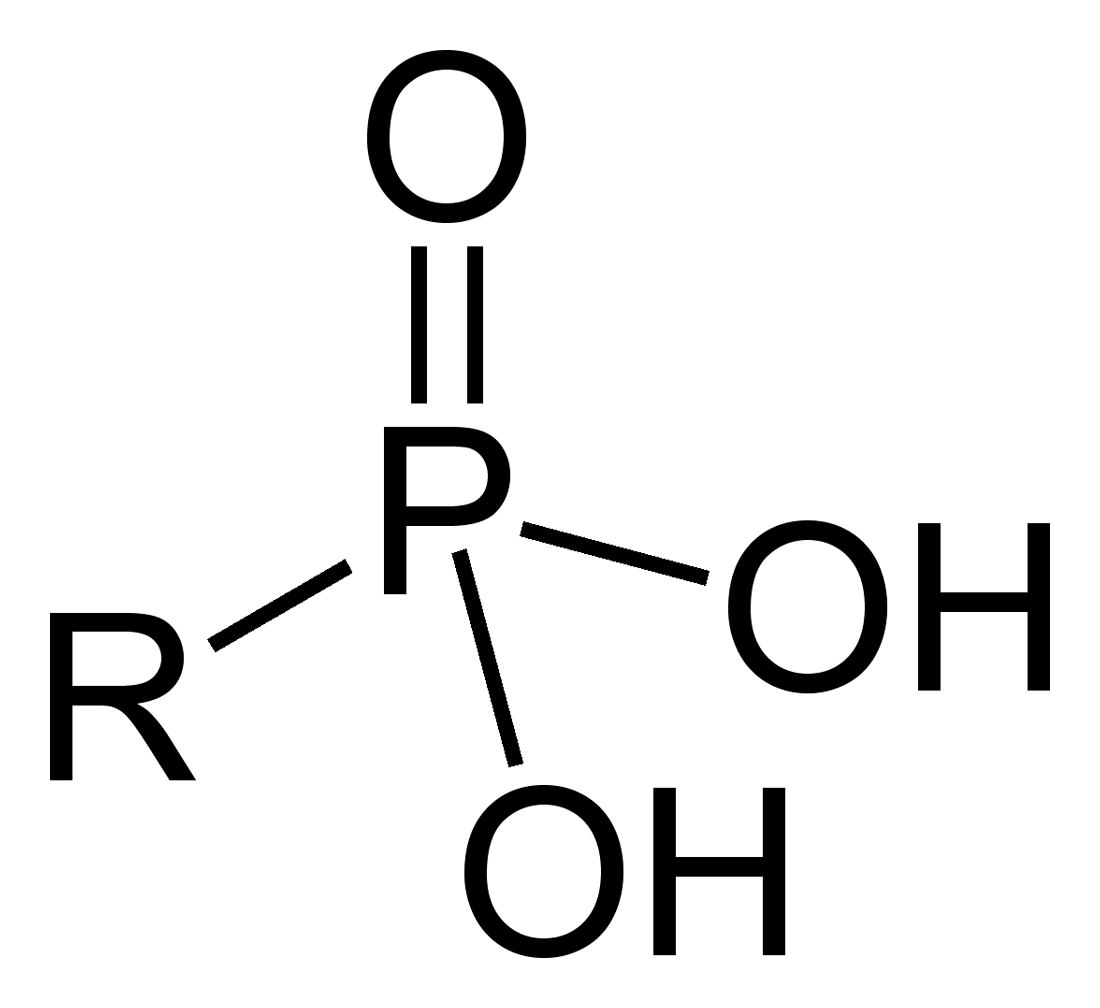
A estrutura geral de um ácido fosfônico orgânico

Em química inorgânica, ácido fosfônico é um composto químico, é um oxiácido de fósforo com fórmula H3PO3, mais comumente conhecido como ácido fosforoso. Ele existe em solução como dois tautômeros, o predominante sendo HP(O)(OH)2 e o em menor quantidade P(OH)3.  O primeiro é algumas vezes chamado especificamente de ácido fosfônico, com o segundo sendo chamado de ácido fosforoso, algumas vezes de maneira confusa, mas ambos estes nomes são usados para referir-se a H3PO3 em geral, i.e., ambos os tautômeros.
Em química orgânica, um ácido fosfônico é um composto com a fórmula geral RP(O)(OH)2. Os ácidos fosfônicos são similares aos ácidos sulfônicos.
Um exemplo de um ácido fosfônico orgânico é o Foscarnet.